# Schmalspurbahn Walkenried–Braunlage/Tanne
| Kopfbahnhof Streckenanfang (Strecke außer Betrieb)                                            | 0,00  | Walkenried SHE Übergang zur Südharzstrecke | 275 m                               |
|                                                                                               |       |                                            |                                     |
| Brücke über Wasserlauf (Strecke außer Betrieb)                                                |       | Wieda                                      | Wieda                               |
| Abzweig geradeaus und nach rechts (Strecke außer Betrieb)                                     | 3,38  | Anschluss Zündholzfabrik (ab 1958)         | Anschluss Zündholzfabrik (ab 1958)  |
| Haltepunkt / Haltestelle (Strecke außer Betrieb)                                              | 3,38  | Wieda Süd (früher Wieda-Zündholzfabrik)    | 312 m                               |
| Abzweig geradeaus und von rechts (Strecke außer Betrieb)                                      | 3,70  | Anschluss Zündholzfabrik (bis 1958)        | Anschluss Zündholzfabrik (bis 1958) |
| Brücke über Wasserlauf (Strecke außer Betrieb)                                                |       | Wieda                                      | Wieda                               |
| Haltepunkt / Haltestelle (Strecke außer Betrieb)                                              | 5,18  | Wieda                                      | 339 m                               |
| Haltepunkt / Haltestelle (Strecke außer Betrieb)                                              | 6,87  | Wiedaerhütte                               | 365 m                               |
| Abzweig geradeaus und von rechts (Strecke außer Betrieb)                                      | 7,22  | Anschluss Wiedaer Hütte                    | Anschluss Wiedaer Hütte             |
| Haltepunkt / Haltestelle (Strecke außer Betrieb)                                              | 10,45 | Stöberhai                                  | 462 m                               |
| Haltepunkt / Haltestelle (Strecke außer Betrieb)                                              | 16,01 | Kaiserweg                                  | 592 m                               |
| Kulminations-/Scheitelpunkt (Strecke außer Betrieb)                                           | 16,50 | Scheitelpunkt                              | 608 m                               |
| Abzweig geradeaus und von rechts (Strecke außer Betrieb)                                      |       | nach Tanne                                 | nach Tanne                          |
| Bahnhof (Strecke außer Betrieb)                                                               | 20,28 | Brunnenbachsmühle                          | 531 m                               |
| Brücke über Wasserlauf (Strecke außer Betrieb)                                                |       | Brunnenbach                                | Brunnenbach                         |
| Spitzkehrbahnhof links                                                                        | 24,24 | Braunlage                                  | 548 m                               |
| Abzweig geradeaus und nach links (Strecke außer Betrieb)                                      | 25,87 | Anschluss Schachtelfabrik                  | Anschluss Schachtelfabrik           |
| Abzweig geradeaus und von links (Strecke außer Betrieb)                                       | 26,30 | Anschluss Glashütte                        | 580 m                               |
| Betriebs-/Güterbahnhof Streckenanfang (Strecke außer Betrieb) · Strecke (außer Betrieb)       | 27,60 | Wurmberg                                   | 618 m                               |
| Strecke nach links (außer Betrieb) · Abzweig geradeaus und von rechts (Strecke außer Betrieb) |       | Spitzkehre                                 | Spitzkehre                          |
|                                                                                               |       |                                            |                                     |

| Strecke (außer Betrieb)                                                                             |      | von Braunlage                            | von Braunlage                            |
| Bahnhof (Strecke außer Betrieb)                                                                     | 0,00 | Brunnenbachsmühle                        | 531 m                                    |
| Abzweig geradeaus und nach rechts (Strecke außer Betrieb)                                           |      | nach Walkenried                          | nach Walkenried                          |
| Brücke über Wasserlauf (Strecke außer Betrieb)                                                      |      | Brunnenbach                              | Brunnenbach                              |
| Grenze auf Brücke über Wasserlauf (Strecke außer Betrieb)                                           | 3,70 | Warme Bode, Niedersachsen–Sachsen-Anhalt | Warme Bode, Niedersachsen–Sachsen-Anhalt |
| Strecke von links (außer Betrieb) · Abzweig geradeaus und nach rechts (Strecke außer Betrieb)       | 4,70 | Verbindung zur Harzquerbahn (ab 1913)    | Verbindung zur Harzquerbahn (ab 1913)    |
| Abzweig ehemals geradeaus und von links · Kreuzung geradeaus oben (Strecke geradeaus außer Betrieb) | 4,90 | Harzquerbahn von Wernigerode             | Harzquerbahn von Wernigerode             |
| ehemaliger Bahnhof · Haltepunkt / Haltestelle (Strecke außer Betrieb)                               | 5,11 | Sorge (NWE bis 1974 / SHE)               | 486 m                                    |
| Strecke nach rechts · Strecke (außer Betrieb)                                                       |      | Harzquerbahn nach Nordhausen             | Harzquerbahn nach Nordhausen             |
| Abzweig geradeaus und nach links (Strecke außer Betrieb)                                            | 7,30 | Anschluss Tanner Hütte                   | Anschluss Tanner Hütte                   |
| |      |                                          |                                          |
| Kopfbahnhof Streckenende (Strecke außer Betrieb)                                                    | 8,42 | Tanne Übergang zur Rübelandbahn          | 460 m                                    |

Die Schmalspurbahn Walkenried–Braunlage mit dem Abzweig nach Tanne war eine 1899 eröffnete Schmalspurbahn in Meterspur im Harz. 1963 wurde der letzte Streckenteil stillgelegt. Betriebsführend war stets die Südharz-Eisenbahn-Gesellschaft (SHE).
Die als Südharz-Eisenbahn oder auch Südharzbahn bekannte Strecke führte von Walkenried am südlichen Harzrand durch das Wiedatal über Brunnenbachsmühle nach Braunlage im Oberharz. Hier schloss sich eine nur dem Güterverkehr dienende Fortsetzung zum Fuße des Wurmbergs an. In Brunnenbachsmühle begann die Zweigstrecke über Sorge nach Tanne, die Verbindungen zur Harzquerbahn bzw. Harzbahn herstellte. Diese Strecke war nach 1945 von der innerdeutschen Grenze durchschnitten und der Verkehr unterbrochen.

## Geschichte

### Vorgeschichte und Bau
Interesse an einem Eisenbahnanschluss im Südharz hatten die betroffenen Gemeinden schon seit dem Ende des 19. Jahrhunderts. Vielfältige Varianten wurden vorgeschlagen, aber immer aus Kostengründen wieder verworfen (unter anderem eine Verlängerung der Halberstadt-Blankenburger Eisenbahn über Zorge nach Walkenried). Ein Eisenbahnbaukomitee gründete sich 1894, das schließlich die Konzession für eine Strecke Walkenried–Braunlage mit einem Abzweig nach Tanne erhielt. 1896 begannen die Vermessungsarbeiten, in deren Folge die Streckenführung noch einmal überarbeitet wurde. Die ursprünglich notwendige Zahnradbahn konnte durch eine Verlängerung der Strecke entfallen. Die AG Südharz-Bahngesellschaft wurde am 28. April 1897 eingetragen und daraufhin begannen die eigentlichen Bauarbeiten, mit denen Louis Degen beauftragt wurde. Nach dessen plötzlichem Tod übernahm die Centralverwaltung für Secundairbahnen Herrmann Bachstein die Aktienmehrheit der AG Südharz-Bahngesellschaft und führte den Bahnbau fort.
Ursprünglich war die Inbetriebnahme der Schmalspurbahn schon für den Sommer 1899 geplant, allerdings zogen sich die Arbeiten bis in den Herbst desselben Jahres hin. So konnte erst am 15. August die Strecke Walkenried–Braunlage und am 24. August die Stichbahn nach Tanne eröffnet werden. Das ausschließlich für den Güterverkehr genutzte Teilstück Braunlage–Wurmberg wurde schließlich am 1. November 1899 eröffnet.

### Bis zum Ende des Zweiten Weltkriegs
1913 wurde in Sorge ein Anschlussgleis zur Harzquerbahn gebaut, um Kurs- und Güterwagen austauschen zu können, so verkehrte beispielsweise ab 1928 ein Kurswagen von Braunlage bis zum Gipfel des Brockens. Den Ersten Weltkrieg überstand die Bahngesellschaft unbeschadet, allerdings musste man eine Dampflokomotive und 14 offene Güterwagen an die Heeresfeldbahnen abgeben.
Umfangreiche Erweiterungen der Bahnanlagen und des Fuhrparks wurden 1925 vorgenommen, auch wurde im Oktober 1925 der Streckenabschnitt Tanne–Sorge durch Hochwasser der parallel verlaufenden Warmen Bode schwer beschädigt, die Schäden konnten aber schnell behoben werden.
Von Kriegsauswirkungen des Zweiten Weltkriegs blieb die Bahngesellschaft weitestgehend verschont, lediglich bei Sorge wurden einige Eisenbahnbrücken gesprengt. Durch die Grenzziehung war allerdings das Teilstück Brunnenbachsmühle–Tanne unterbrochen worden und an eine Wiederaufnahme des Betriebs nicht zu denken.

### Entwicklung nach 1945

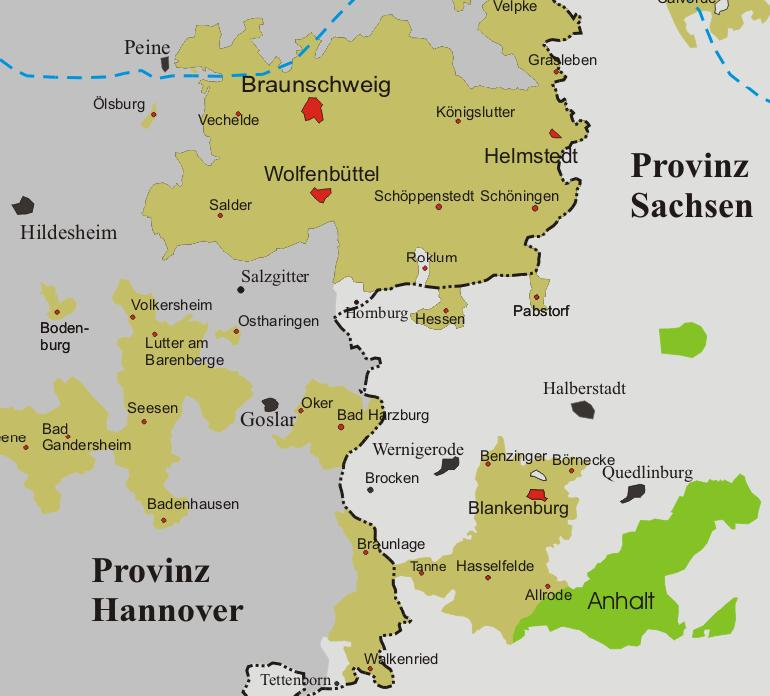
Der Raum Braunschweig-Harz mit Vorkriegsgrenzen und der späteren Zonengrenze

Bei der Einteilung Deutschlands in Besatzungszonen 1945 wurde der Landkreis Blankenburg zwar nach dem Londoner Protokoll von 1944 zunächst der Britischen Besatzungszone zugeordnet, da der größere Ostteil des Kreises aber nur durch eine Straße (die heutige B 242) und die Zweigstrecke Brunnenbachsmühle–Tanne mit dem Rest der Britischen Zone verbunden war, wurde im Juli 1945 die Grenzziehung korrigiert und der Kreis an seiner schmalsten Stelle westlich von Sorge geteilt: Der größere Ostteil des Kreises mit der Kreisstadt Blankenburg wurde der Sowjetischen Besatzungszone zugeordnet, später in der DDR in den Kreis Wernigerode integriert und gehört seit 1990 zum wiederhergestellten Land Sachsen-Anhalt.
Auf dem in der britischen Besatzungszone liegenden Strecken Walkenried–Braunlage und Braunlage–Wurmberg konnte die SHE 1945 den Betrieb fortführen. Nach dem Krieg erhielt der Personenverkehr noch einmal einen starken Zuwachs, der Güterverkehr hingegen konnte die Vorkriegswerte nicht mehr erreichen. Bereits 1958 wurde der Güterverkehr auf dem Abschnitt Braunlage–Wurmberg eingestellt. Ende der 1950er Jahre nahm durch die fortschreitende Motorisierung der Individualverkehr stark zu und so wurde am 28. September 1962 der Personenverkehr eingestellt. Der Güterverkehr wurde noch bis zum 3. August 1963 aufrechterhalten, nach der Gesamtstilllegung wurde die Strecke relativ schnell abgebaut.
Das Reststück (Brunnenbachsmühle–)Sorge–Tanne, welches in der sowjetischen Besatzungszone lag, wurde am 15. April 1946 der Nordhausen-Wernigeroder Eisenbahn-Gesellschaft (NWE) zur Betriebsführung übergeben. 1949 kam das Eigentum und die Betriebsführung in die Hände der Deutschen Reichsbahn. Der Abschnitt Sorge–Tanne wurde noch bis 1954 im Güterverkehr betrieben, das Anschlussgleis zur Tanner Hütte bis 1958 bedient.

## Bedeutung der Strecke für die Region
Die Bahnstrecke war nie sonderlich lukrativ. Die Bergstrecke und der oft harte Winter im Harz machten den Betrieb aufwändig.
Dennoch hat sie in die strukturschwache Region eine Fülle neuer wirtschaftlicher Impulse gebracht. Sie sicherte das Überleben der Wiedaer Hütte, des Hauptarbeitgebers des Ortes. Ohne Bahnanschluss hätten die Zufuhr der Rohmaterialien sowie die Abfuhr der fertigen Öfen keine Zukunft gehabt. In Braunlage war nach Schließung des Hüttenwerkes vor langer Zeit und des Blaufarbenwerks kaum noch nennenswerte Industrie ansässig.
Die Röhrigsche Glashütte schloss trotz Bahnanschluss 1905 ihre Tore. Doch zwei Sägewerke und einige andere kleinere Betriebe begannen zu florieren. Auch der Steinbruch am Wurmberg-Südhang, der zur Hebung der Rentabilität angelegt wurde und vielen Braunlagern Arbeit gab, profitierte von der Bahn.
Nicht zuletzt konnte Braunlage durch die Bahnanbindung im aufblühenden Fremdenverkehr mit den umliegenden Orten Schierke und Sankt Andreasberg konkurrieren. Diese Nachbarorte verfügten durch die Brockenbahn bzw. die St. Andreasberger Kleinbahn/Odertalbahn je über einen Bahnanschluss.

## Streckenbeschreibung

### Walkenried–Brunnenbachsmühle–Braunlage

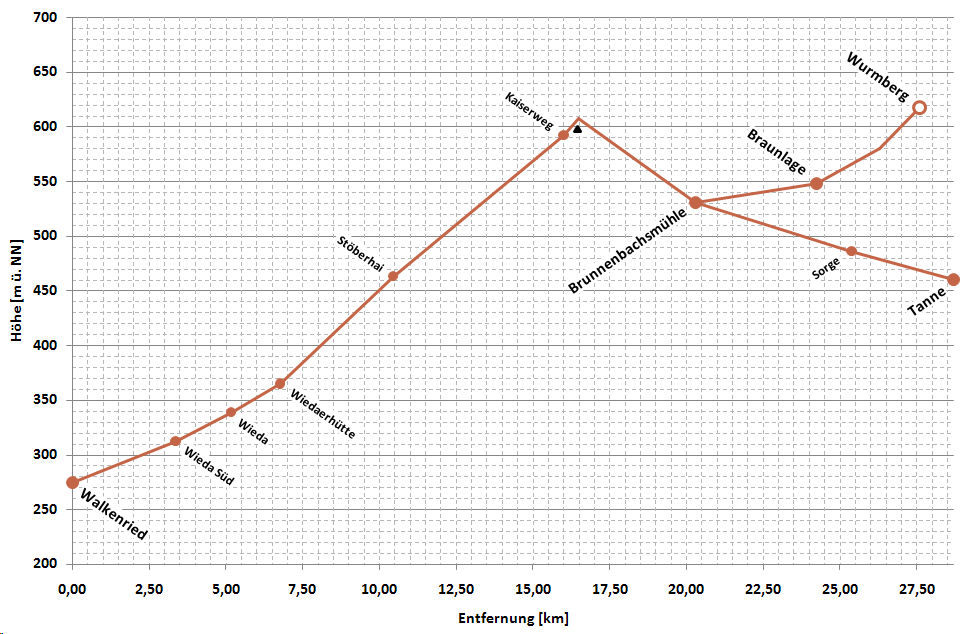
Vereinfachtes Höhenprofil der Strecken

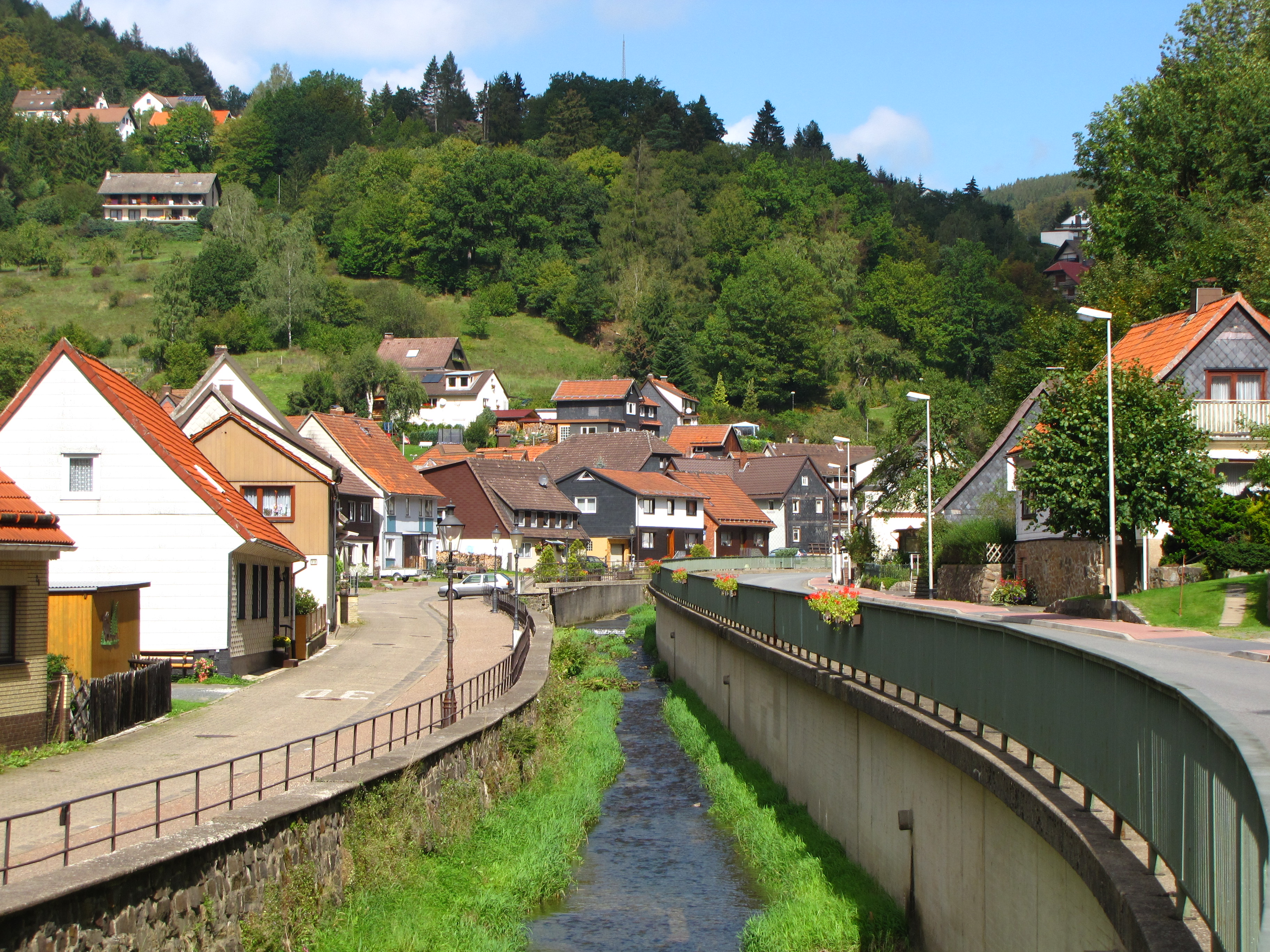
Auf einem Teilstück innerhalb der Ortslage Wieda verlief die Strecke entlang des „Bohlweges“ auf der im Bild links des Flusses ersichtlichen Stützmauer

Direkt nördlich der Bahnanlagen der Südharzstrecke Northeim–Nordhausen in Walkenried befanden sich die Gleisanlagen des Schmalspurbahnhofs. Über eine kleine Rampe führte das Gleis die nördlich angrenzende Böschung hinauf, und zog in einem Bogen an den Walkenrieder Klosterteichen, dem Affenteich und dem Eckteich vorbei. Am Waldrand entlang wurde die Straße nach Bad Sachsa überquert und bald darauf – direkt nach Überquerung des Flüsschens Wieda– die Station „Zündholzfabrik“ (ab 1935 „Wieda Süd“) erreicht. Hier zweigte ein im Bogen über die Landstraße führendes Anschlussgleis zur nahegelegenen Zündholzfabrik bzw. später Papierfabrik ab. An der Landstraße entlang zog sich die Trasse in Richtung Ortsmitte. Die Wieda wurde abermals überquert. Die Bahnstrecke wechselte an den westlichen Talhang und mündete nördlich des Sportplatzes in den Haltepunkt Wieda. Oberhalb der Station wurde der „Knicking“ passiert, eine Engstelle im Tal, an der es in den ersten Betriebsjahren häufig zu Erdrutschen gekommen war, die den Bahnverkehr behinderten.
Direkt am westlichen Flussufer folgte die Bahn der Wieda – entlang der Dorfstraße „Bohlweg“ – durch die Ortsmitte, wechselte dann wieder direkt an den westlichen Talhang. Direkt südlich des Geländes der Wiedaer Hütte befand sich der gleichnamige Bahnhof. Hier waren Anschlussgleise vorhanden, die dem Ladeverkehr des Ofenbaubetriebes dienten.
Etwas weiter nördlich zweigte ein Anschlussgleis von der Hauptstrecke ab, das zu den auf der anderen Talseite gelegenen Gebäuden der Hütte (Materiallager) führte. Es überquerte auf einer Eisenträgerbrücke die Wieda und danach auch die Landstraße nach Braunlage, die mitten durch den Betrieb hindurchführte. Am Forsthaus und der Zufahrt zum 720 Meter hohen Gipfel des Stöberhai verließ die Bahntrasse den Ort.
Am Hang stieg sie weiter an, um schließlich in das Weinglastal westlich abzuschwenken. An dessen Südhang wurden weitere Höhenmeter gewonnen. In einer Kehre, die durch mehrere tiefe Felseinschnitte führte, wechselte die Strecke auf den nördlichen Talhang und erreichte direkt nach der dem Kurvenausgang die Haltestelle Stöberhai.
Die Bahnstrecke folgte dem Talhang nun in entgegengesetzter Richtung und erreichte wieder das Wiedatal. An dessen Westhang führte sie weiter nach Norden bergan. Abermals wurde dann mittels einer engen Kehre das Tal gequert und die Landstraße Wieda–Braunlage gekreuzt. Die Kehre verlief teilweise auf einem Damm, welcher gleichzeitig einen Teich aufstaute. Vor dem bergseitigen Ende der Kehre wurde ein rund 15 Meter tiefer Einschnitt am „Ebersberg“ durchquert.
Am Osthang des Tales verlief die Trasse nun wieder in Richtung Wieda zurück, um dann wiederum mit einer Kehre nach Norden um einen Bergrücken herumzuführen.
Es folgten die Haltestelle Kaiserweg und eine erneute Querung der Landstraße Wieda–Braunlage. Kurz darauf war beim Kilometer 16,5 mit 607,5 m der Scheitelpunkt der Strecke erreicht. An dieser Stelle wurde die Wasserscheide zwischen Elbe und Weser überquert. Bergab folgte die Bahntrasse dem Tal des Schächerbachs bis zur Kehre im Einschnitt vor der Station Brunnenbachsmühle. Hier trafen die Gleise aus Walkenried auf die der Strecke nach Tanne. Ein kurzes Stück verliefen beide Gleise parallel bis in den Bahnhof Brunnenbachsmühle. Die einsam im Wald gelegene Station diente als Umsteigebahnhof. Nach Verlassen des Bahnhofs wurde das Tal des Brunnenbachs auf einem Damm gequert. Mittels einer in die Dammsohle eingelassenen Steinbogenbrücke wurde der Wasserlauf überbrückt. Abermals querte die Trasse die Landstraße Wieda–Braunlage, kurz darauf auch die Reichsstraße/Bundesstraße 4 und /242 Braunlage–Hohegeiß, um dann am „Brandhai“ den Wald zu verlassen und über Wiesen hinab den Bahnhof Braunlage zu erreichen.

### Braunlage–Wurmberg

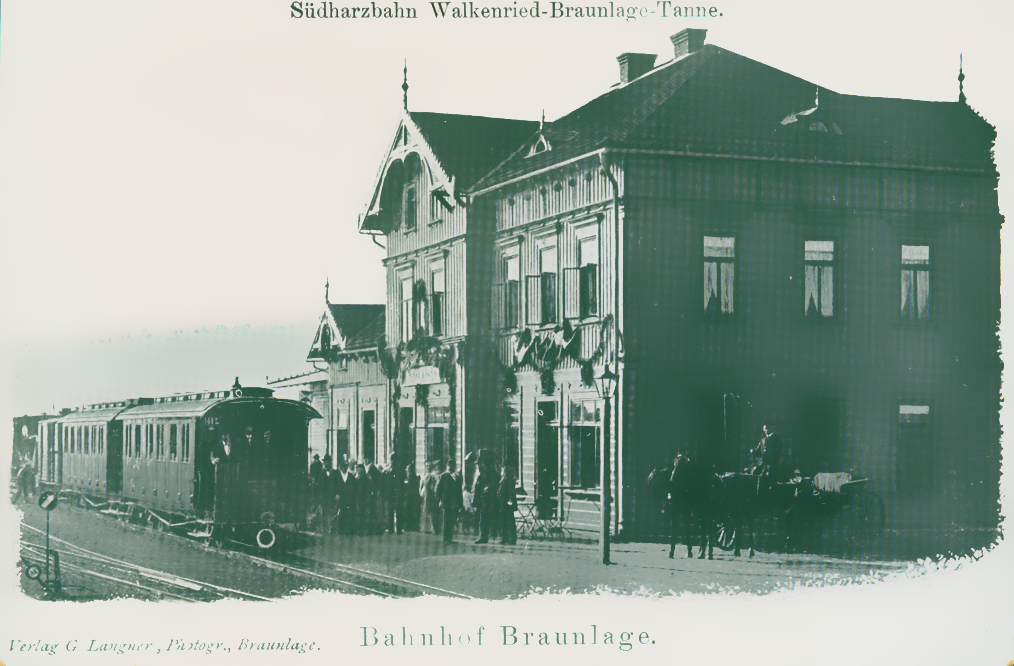
Bahnhof Braunlage 1899

Die nur für den Güterverkehr genutzte Bahntrasse führte in gleicher Richtung aus den Bahnhofsanlagen heraus wie die Strecke in Richtung Brunnenbachsmühle und weiter nach Walkenried bzw. Tanne. Es folgte unmittelbar eine enge 180-Grad-Kehre, auf dem die Strecke in einigem Gefälle hinab in das Bodetal schwenkte. Am Ende dieser Kehre zweigte der Industrieanschluss des Sägewerks Buchholz ab. Die Bahn schwenkte nordwärts und folgte der Warmen Bode bis zur Wiethfelder Straße. Hier, direkt unterhalb der Steinklippe, zweigte einige Jahre lang das kurze Anschlussgleis zum Sägewerk Herzberg ab.
Während das Anschlussgleis in gerader Linie auf das Firmengelände führte und alsbald endete, schwenkte die Bahn ostwärts, folgte weiter dem Fluss und überquerte diesen schließlich auf einer Stahlträgerbrücke. Nachdem die Uferseite gewechselt worden war, führte die Bahn – teils auf hohen Stützmauern – dem Fluss weiter folgend am Schulgelände entlang und überquerte die Elbingeröder Straße (B 27 nach Elend). Dort, wo heute der Großparkplatz liegt, hatte das Sägewerk Fuchs Anschluss an die Wurmbergstrecke mit einem parallel zur Strecke angelegten Lagegleis.
Am nördlichen Ende des heutigen Parkplatzes schwenkte die Bahn um eine Felspartie herum, folgte weiter der Bode und erreichte den Abzweig des Anschlussgleises der Glashütte Braunlage des Industriellen Karl Röhrig. Das Anschlussgleis überquerte den Fluss auf einer Steinbogenbrücke, die noch heute vorhanden ist. Das Gleis wurde nur bis ca. 1905 benutzt, da die Glashütte stillgelegt werden musste. Wenig später wurde der Brockenweg – in nächster Nähe zu den Brockenwegschanzen – überquert. Die Bahntrasse führte weiter am Fluss entlang und erreichte schließlich in Höhe der Furt durch die Warme Bode den Güterbahnhof Wurmberg. Das Ladegleis wurde über eine Spitzkehre erreicht. Direkt an den Verladegleisen befand sich auch das in den 1920er Jahren errichtete Schotterwerk, das durch einen Bremsberg – später durch eine Materialseilbahn mit dem Steinbruch am Wurmberghang verbunden war.

### Brunnenbachsmühle–Tanne

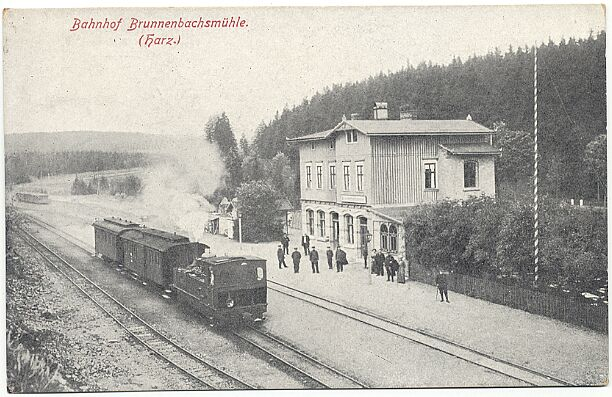
Bahnhof Brunnenbachsmühle um 1900

Die Zweigstrecke nach Tanne verließ den Bahnhof Brunnenbachsmühle in südlicher Richtung und lief etwa 400 Meter parallel zur Strecke nach Walkenried. Dann schwenkte die Strecke in das Brunnenbachtal ab. Nach etwa zwei Kilometern wurde der Brunnenbach auf einer eisernen Brücke überwunden. Anschließend wurde die Reichsstraße (heute Bundesstraße) 242 gequert. Danach verlief die Strecke parallel zur Straße nach Sorge. Bei Streckenkilometer 3,7 wurde die Warme Bode und damit später die innerdeutsche Grenze auf einer Steinbogenbrücke überquert. Dann ging es durch das Tal der Warmen Bode nach Sorge. Auf je einer Brücke kreuzte die SHE die Straße Elend—Sorge und die Strecke der NWE. Der Höhenunterschied der beiden Bahnen betrug rund sieben Meter. 1913 wurde zwischen beiden Bahnhöfen eine Gleisverbindung angelegt.
Nach dem Ende des Zweiten Weltkrieges wurde die Strecke an der innerdeutschen Grenze unterbrochen. Der östliche Streckenteil wurde noch einige Jahre von der Harzquerbahn aus im Güterverkehr bedient. Hinter dem Bahnhof Sorge führte die Strecke mit leichtem Gefälle talwärts weiter in Richtung Tanne. Beim Kilometer 5,9 befand sich von 1904 bis 1909 ein Ladegleis für den Steinbruch Sorge, welchen die SHE zur Belebung des Güterverkehrs anlegen ließ. Am Ortseingang von Tanne wurde erneut die Reichsstraße (heute Bundesstraße) 242 überquert. Entlang der Warmen Bode ging es durch die Ortslage Tanne. Bei Kilometer 7,3 befand sich das Anschlussgleis der Tanner Hütte, einer Eisengießerei, welches noch bis 1958 betrieben wurde. Dann wurde abermals die B 242 gekreuzt. Nach gut 8,5 Kilometern mündeten die Gleise in den Schmalspurteil des Bahnhofs Tanne ein.

### Betriebsstellen

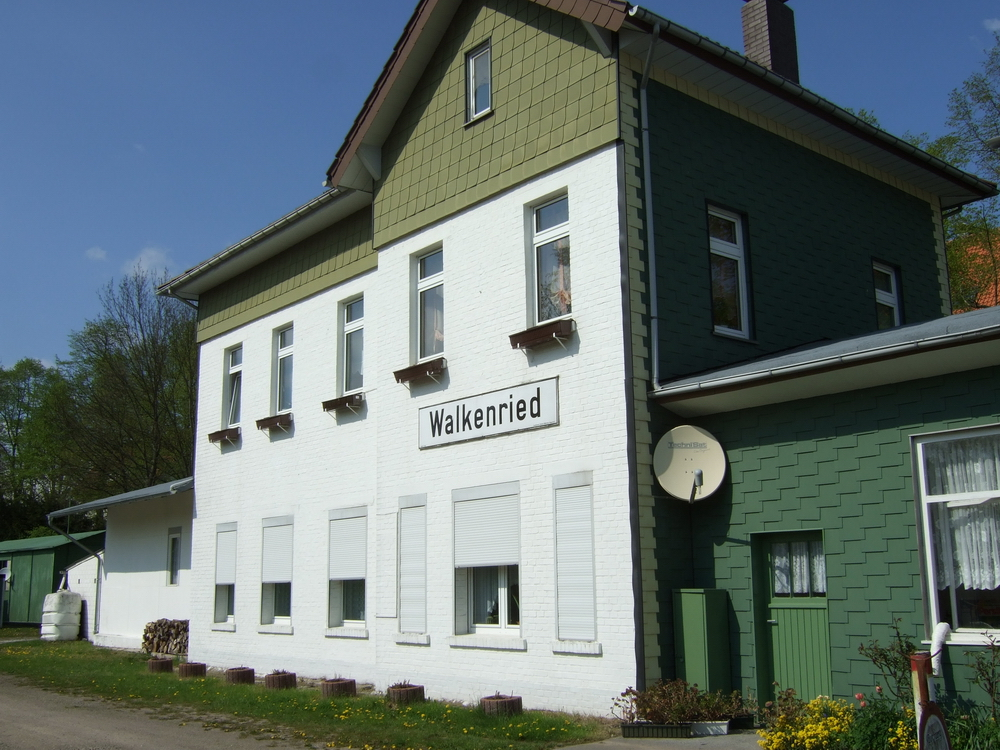
SHE-Bahnhof Walkenried (2008)

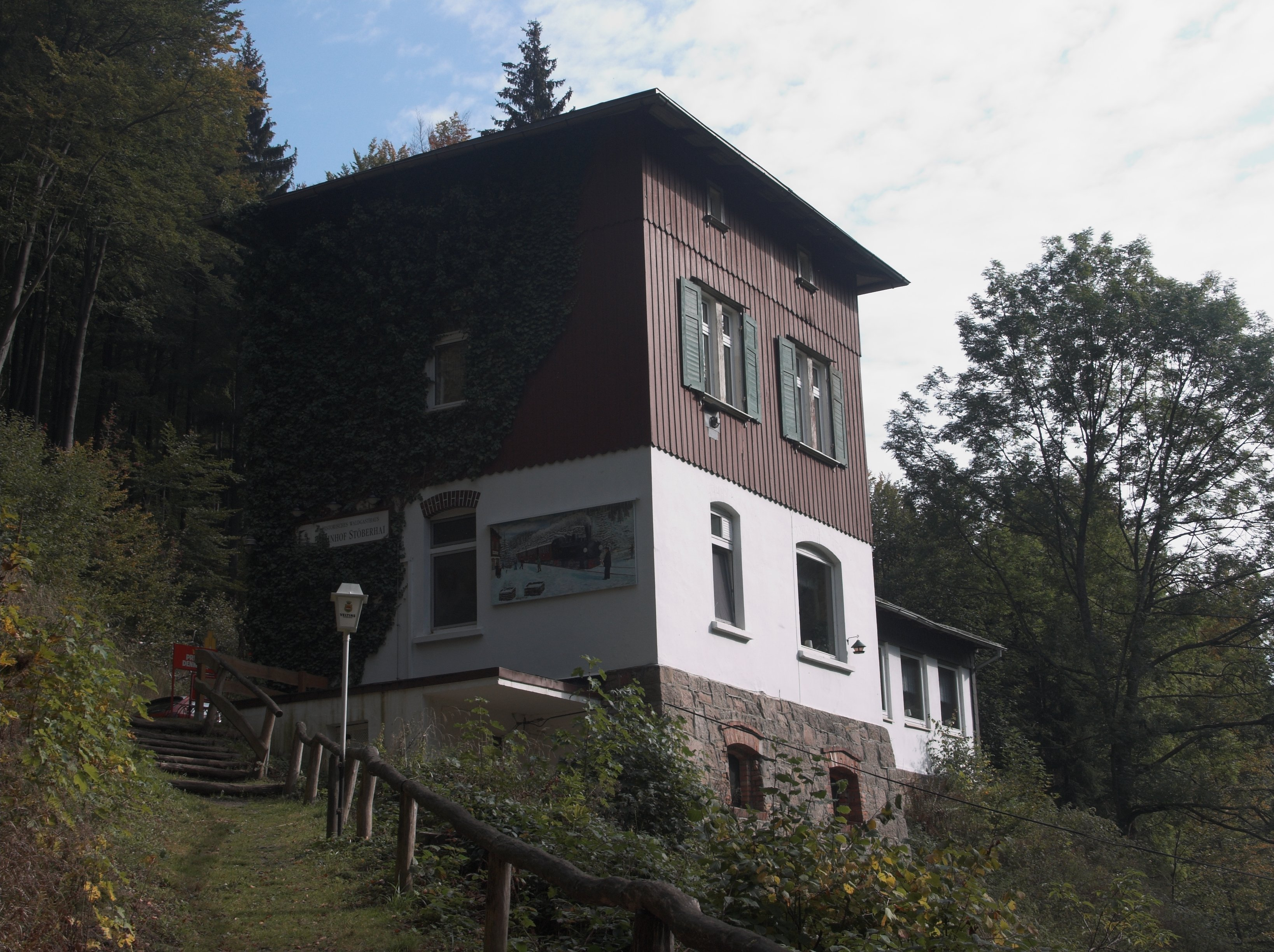
Bahnhof Stöberhai (2006)

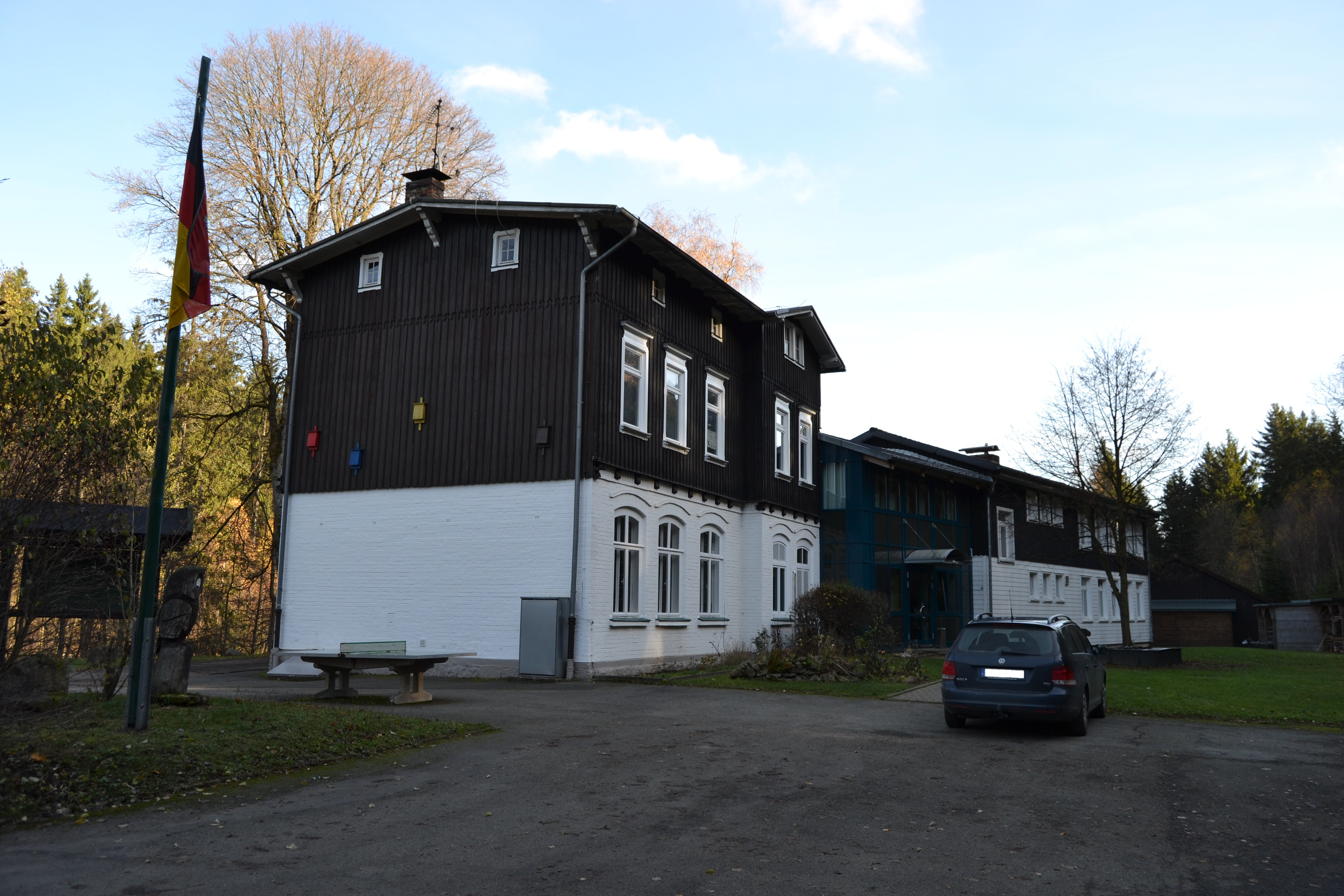
Bahnhof Brunnenbachsmühle (2013)

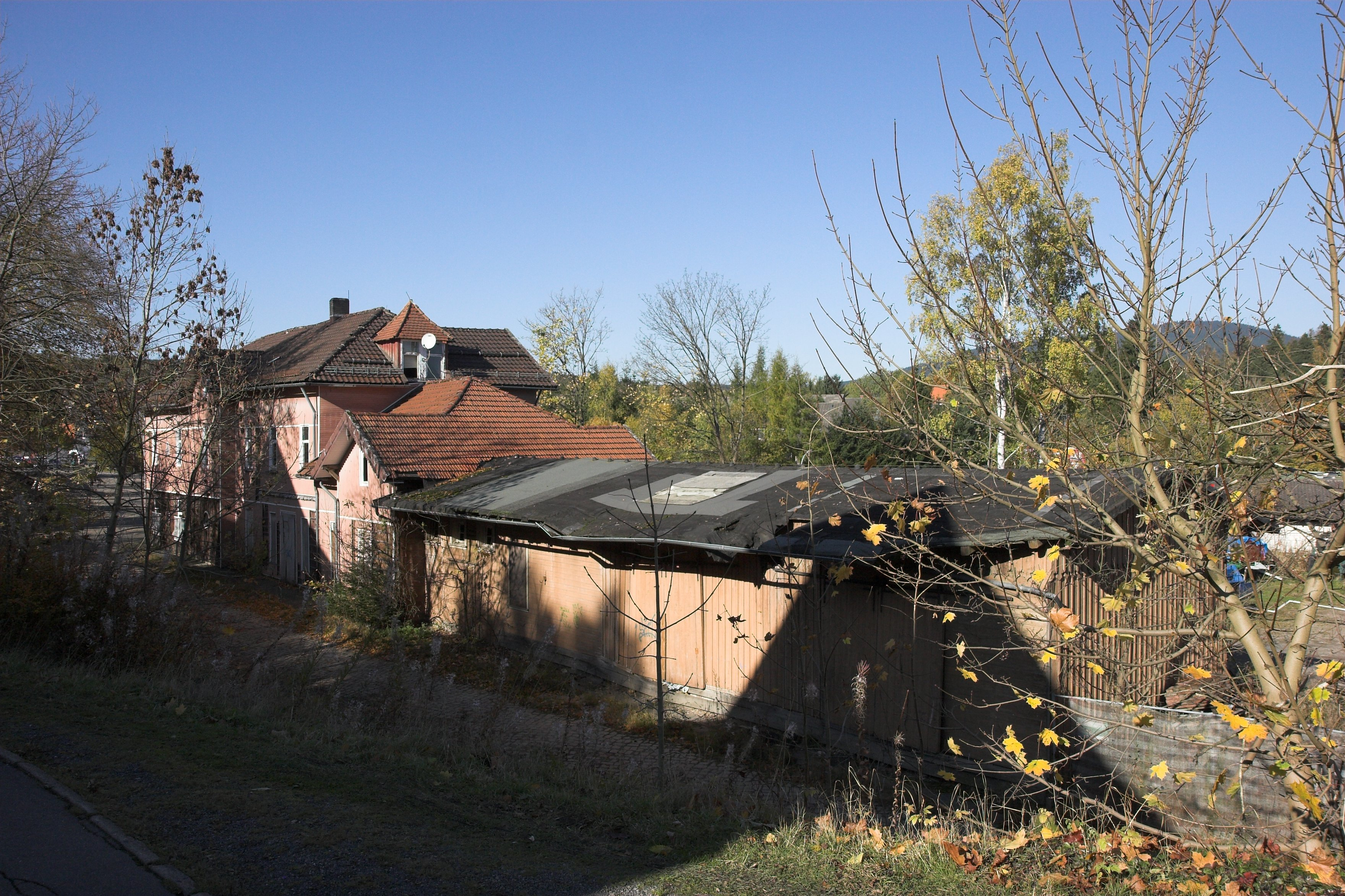
Bahnhof Braunlage (2008)

#### Walkenried
Ein eigenes Empfangsgebäude mit Güterschuppen der SHE diente der Unterkunft von Bediensteten, der Fahrkartenausgabe und der Stückgutverladung. Heute ist es in Privatbesitz und wird als Wohnhaus genutzt. Das Stationsschild erinnert noch an die ehemalige Funktion.

#### Wieda Süd
Einst für die Zündholzfabrik angelegt (bis 1935 lautete der Stationsname „Zündholzfabrik“) verfügte die Station über ein kleines hölzernes Wartehäuschen.

#### Wieda
Die Station besaß ein kleines Empfangsgebäude in Fachwerkbauweise mit angrenzendem Stationswärterhäuschen, ein Ausweichgleis und ein Ladegleis. Das Empfangsgebäude wird heute als Wohnhaus genutzt, erhalten ist noch eine Bahnsteigkante.

#### Wiedaerhütte
Der Halt verfügte über mehrere Anschlussgleise in das angrenzende Hüttengelände sowie ein Empfangsgebäude mit angrenzender Trinkhalle. Lokomotiven konnten hier ein letztes Mal vor der Bergstrecke aus einem Schlauch Wasser ansaugen.

#### Stöberhai
Die Haltestelle Stöberhai lag unmittelbar am Ausgang der 180-Grad-Kehre im Weinglastal. Auf Wunsch des Besitzers des rund 1,3 Kilometer entfernten Berghotels Stöberhai wurde beim Bau der Strecke diese Station vorgesehen. Ursprünglich verfügte sie über keinerlei Hochbauten. 1900 wurde ein hölzernes Stationsgebäude errichtet, brannte aber bereits 1907 vollständig ab. Noch im gleichen Jahr wurde es in der noch heute erhalten Massivbauweise errichtet. Ergänzt um einen Anbau auf dem ehemaligen Bahnsteig wird es heute als Waldgasthaus betrieben.

#### Kaiserweg
Die im Wald an der Straße Wieda–Braunlage liegende Haltestelle diente der Holzverladung. Sie besaß eine Weiche, von der aus ein Ladegleis mit noch heute erhaltener Rampe erreicht wurde.
Heute befindet sich hier ein Parkplatz. Seit August 2024 erinnert eine neue Schutzhütte an die alte Bahnstation Kaiserweg.

#### Brunnenbachsmühle
Der Bahnhof besaß drei Durchgangsgleise. Das 1900 errichtete Empfangsgebäude brannte bereits im Jahr darauf ab. 1901 wurde es wiedererrichtet, heute dient es samt angebautem Bettentrakt als Jugendwaldheim des Nationalparks Harz. Die große Freifläche der ehemaligen Gleisanlagen wird als Grill- und Fußballplatz genutzt.

#### Braunlage
Das großzügige, ehemalige Empfangsgebäude wurde nach der Einstellung des Bahnverkehrs von der Südharz-Eisenbahn-Gesellschaft und später von anderen Gesellschaften als Unternehmenssitz genutzt. Es befand sich bis zuletzt in seiner Grundsubstanz noch im Originalzustand, war jedoch weitgehend leerstehend und verfallen. Im Mai 2014 wurde das von Hausschwamm befallene Gebäude schließlich abgerissen.

#### Sorge
Mit Eröffnung der Harzquerbahn erhielt die Ortschaft Sorge im März 1899 Anschluss an das Eisenbahnnetz. Bereits im August des gleichen Jahres folgte mit der Eröffnung der Zweiglinie der SHE einen weiteren Anschluss. Die Bahnen wurden durch ein Brückenbauwerk übereinander weg geführt. Eine Gleisverbindung gab es aus behördlicher Konkurrenzangst zunächst nicht. Der Bahnsteig der SHE lag einige Meter über dem der NWE auf einem Damm.
Das Umsteigen der Fahrgäste in Sorge wurde allgemein durch den Niveauunterschied zwischen den Bahnsteigen stets als lästig empfunden. 1911 baute man eine eiserne Treppe mit Gepäckaufzug und Gleisbrücke, die das Queren der Gleise überflüssig machte. Erst 1913 wurde ein Verbindungsgleis gebaut, das zunächst nur für Kurswagen im Personenverkehr gedacht war. Später fuhren alle Personenzüge den Bahnhof Sorge NWE an. Züge, die nach Tanne weiterfahren sollten, fuhren dann zurück auf die SHE-Strecke und von da aus weiter am oberen Haltepunkt vorbei weiter Richtung Tanne. Durch die deutsche Teilung hielten in Sorge nach 1945 nur noch Züge der Harzquerbahn. Das Empfangsgebäude wurde wegen Schwammbefall und im Zuge von Grenzsicherungsmaßnahmen abgerissen, zu erkennen ist noch der einstige Standort. Für die Harzquerbahn wurde 1974 ein neuer Haltepunkt in Ortsmitte errichtet.

#### Tanne
Mit Anschluss Tannes an das Netz der SHE erhielt auch die Tanner Hütte einen direkten Gleisanschluss. Das Empfangsgebäude wurde von SHE und Halberstadt-Blankenburger-Eisenbahn gemeinsam genutzt. Am Bahnsteig der SHE befanden sich eine offene Wartehalle und ein Abortgebäude. Außerdem gab es zwei Rollbockgruben und einen Kran zum Umladen der Güter von Schmalspur auf Normalspur.
Das Empfangsgebäude war bis zum 5. November 2011 noch erhalten, dann wurde es durch einen Brand schwer beschädigt. Im August/September 2012 erfolgte der Abriss des Gebäudes. Auch die Nebengebäude sind nun nicht mehr erhalten. Der ehemalige Bahnsteig der SHE wurde mit Garagen überbaut.

## Fahrzeugeinsatz

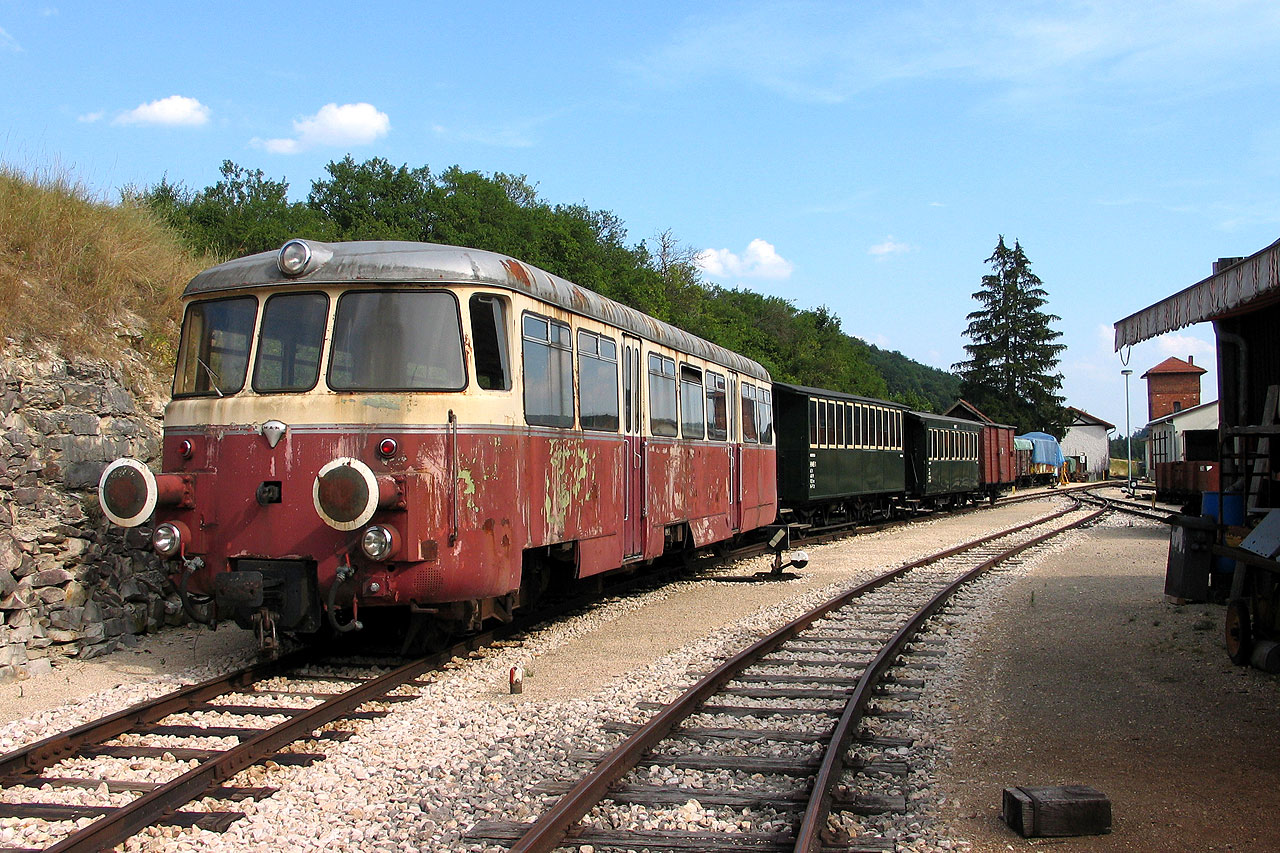
Triebwagen VT14, Zustand im Jahr 2006

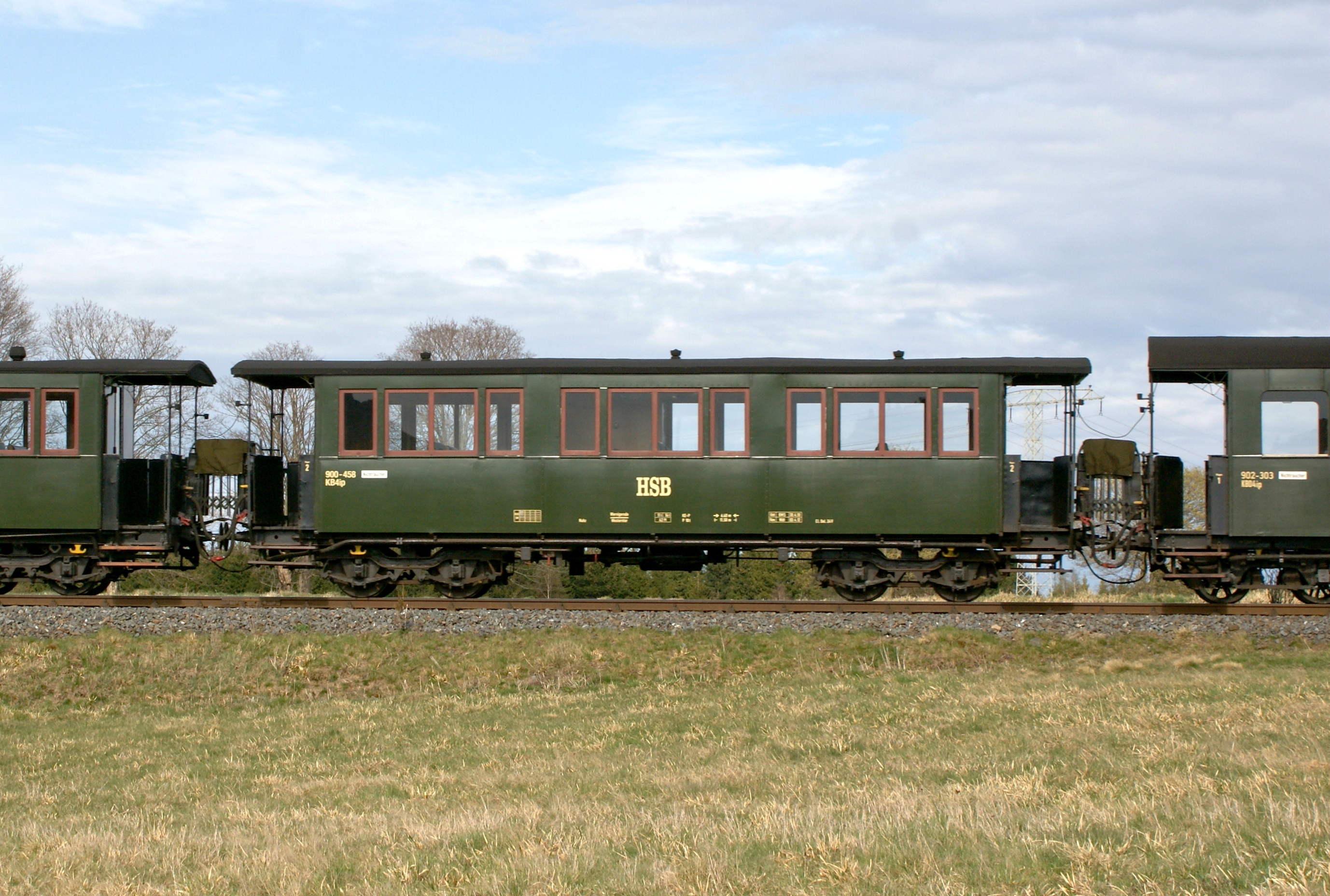
Reisezugwagen Nr. 10 der SHE – heute Nr. 900-458 der HSB

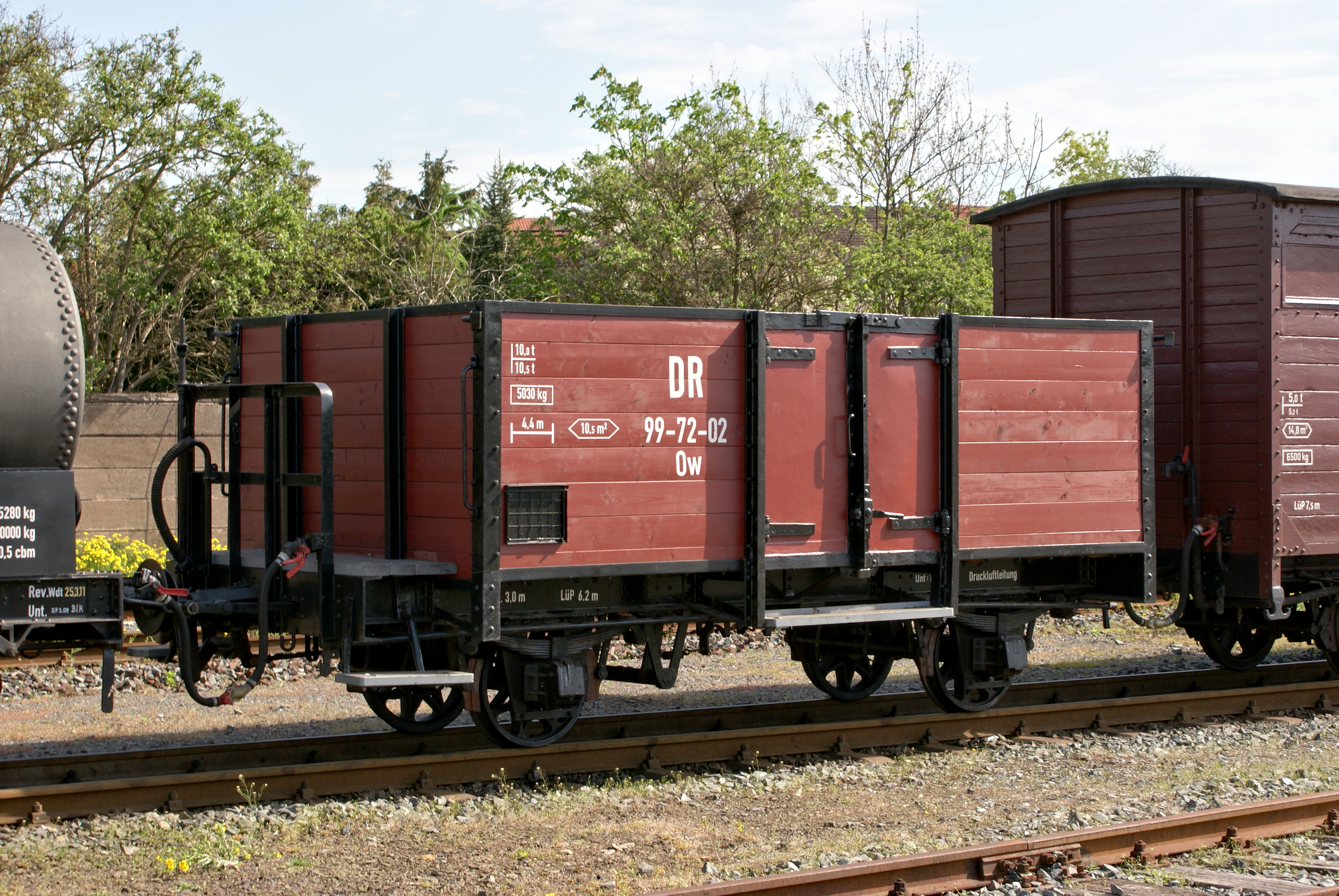
Offener Güterwagen ex SHE Nr. 274

### Lokomotiven
Als Erstausstattung wurden durch die Südharz-Eisenbahn drei Mallet-Lokomotiven der Lokomotivfabrik Arnold Jung (Kirchen/Sieg) beschafft. Sie erhielten die Namen STÖBERHAI, ACHTERMANN und WURMBERG (Namen der höchsten an der Bahnlinie gelegenen Berge). Derartige Maschinen erhielt auch die benachbarte Nordhausen-Wernigeroder Eisenbahn-Gesellschaft (NWE): NWE Nr. 11 bis 22. Zudem wurden zwei kleinere Lokomotiven der Baufirma mit den Namen KARL und BERLIN eingesetzt. 1907 wurde eine weitere Mallet-Lokomotive von Jung beschafft. Sie erhielt den Namen BRAUNLAGE. Während KARL und BERLIN um 1913 offenbar nicht mehr zum Einsatz kamen, erhielten die Mallet-Lokomotiven die Betriebsnummern 51 bis 54 und reihten sich damit in das Nummernschema der Centralverwaltung für Secundairbahnen Herrmann Bachstein ein. Die Namensschilder verblieben an den Lokomotiven. 1913 folgte mit der Lok 55 die fünfte Mallet-Lokomotive. Sie war gebraucht von der AG Ruhr-Lippe-Eisenbahnen beschafft worden. Hergestellt hatte sie 1904 die Lokomotivfabrik Hohenzollern. Bereits 1914 wurde diese Maschine zu Kriegsdiensten an die Heeresfeldbahnen abgegeben und kam auf Feldbahnen in Frankreich (um Montcornet) zum Einsatz. 1916 schließlich wurde als Ersatz eine neue Lokomotive – abermals von Jung – geliefert. Sie erhielt die Nr. 55, die damit neu besetzt wurde.
In den 1920er und 1930er Jahren wurden die kleinen Mallet-Lokomotiven zur Weimar-Rastenberger Eisenbahn (WRE) – einem weiteren Betrieb der Centralverwaltung für Secundairbahnen Herrmann Bachstein – umgesetzt. 1925 erhielt die Südharz-Eisenbahn zwei neue Mallet-Lokomotiven von Henschel & Sohn in Kassel (Betriebsnummern 56 und 57). Sie bereiteten mit ihrem hohen Gewicht und ihrer Größe auf den Strecken der SHE Probleme. Es wurde versucht, durch Verstärkung des Gleiskörpers diese Probleme beseitigen zu können. Doch das schlechte Laufverhalten – besonders in Kurven – ließ sich nicht abstellen. 1928 erwarb die Südharz-Eisenbahn eine ähnlich dimensionierte Maschine; diesmal von der Fa. Orenstein & Koppel, Berlin (Betriebsnummer 61). Sie war mit dem relativ neuen Luttermöller-Achsantrieb ausgestattet. Dieser konnte in den engen Kehren der Bergstrecke zwischen Wieda und Braunlage überzeugen. 1930 wurden daher auch die Nr. 56 und 57 bei Henschel in Kassel auf den Luttermöller-Antrieb umgerüstet.

### Triebwagen
1931 schließlich entstand in der Braunlager Werkstatt der SHE ein dieselelektrischer Triebwagen im Eigenbau (VT 02). Er sollte hauptsächlich die schwach frequentierte Nebenstrecke Braunlage–Tanne bedienen und war von Anfang an ein Erfolg. Bereits nach 29 Monaten zählte der Tachometer eine Laufleistung von 162.092 Kilometern. 1935 wurde von der Köln-Bonner Eisenbahn ein bei den Deutschen Werken in Kiel gebauter Benzoltriebwagen hinzuerworben und als VT 07 eingesetzt. Nach einigen Umbauten kam er auch auf der WRE zum Einsatz.
1960 schließlich wurde von der Maschinenfabrik Augsburg-Nürnberg (MAN) auf Grundlage der Regelspur-Schienenbusserie ein Schmalspurfahrzeug für Meterspur gebaut und im August 1960 als VT 14 an die SHE ausgeliefert. Die Dampflokomotiven 56 und 61 wurden zu dieser Zeit aus dem Verkehr gezogen. Mit der Außerdienststellung der Lok 57 1962 endete der Dampfbetrieb auf der SHE. Sämtliche Lokomotiven wurden zerlegt und an Schrotthändler verkauft. VT 02 und VT 14 versahen nun den Personen- und Güterzugdienst zwischen Braunlage und Walkenried. VT 07 wurde von Grund auf modernisiert und erhielt sogar neue Stirnseiten an beiden Fahrzeugenden. Aufgrund der Stilllegung wurde der Umbau nicht vollendet und der Triebwagen halbfertig in Braunlage verschrottet. VT 02 wurde beim Abbau der Bahnstrecke eingesetzt und verunglückte dabei. Mit eingedrückter Frontseite war er in Wiedaer Hütte abgestellt (Anschlussgleis zur Hütte nördlich des Bahnhofs) und wurde schließlich verschrottet. VT 14 bekam auf der Härtsfeldbahn (Aalen–Dillingen) auf der Schwäbischen Alb ein neues Einsatzgebiet und wurde schließlich zur Strecke Amstetten–Laichingen umgesetzt. Beide Strecken gehörten zur Württembergischen Eisenbahngesellschaft (WEG). Nach der Stilllegung der Laichinger Strecke war der Wagen dem Verfall preisgegeben, bis ihn die Härtsfeld-Museumsbahn zurück ins Härtsfeld nach Neresheim holte. Dort steht er bis heute und soll nach umfangreicher Aufarbeitung wieder zum Einsatz kommen.

### Busbetrieb
Ab 1945 verfügte die SHE über einen eigenen Busbetrieb. Nachdem der Eisenbahnverkehr aufgrund der Kampfhandlungen in der „Festung Harz“ zum Erliegen gekommen war, war das Bedürfnis nach Mobilität groß. Aus einem am Wurmberg aufgefundenen Militärfahrzeug wurde ein Behelfsbus umgebaut. Der sogenannte „Harzschreck“ verband ab 1945 Braunlage mit Bad Harzburg. Bald darauf konnten weitere Busse beschafft werden, die sowohl auf der Linie Braunlage–Bad Harzburg als auch auf der Linie Braunlage–Wieda–Walkenried eingesetzt wurden. Mit letzterer Buslinie entstand sowohl eine Ergänzung des Verkehrsangebotes zur Bahnstrecke als auch eine Konkurrenz.
Nach Einstellung des Bahnbetriebes wurde der Busbetrieb weitergeführt. Auch der Stückgutverkehr wurde noch einige Jahre mit einem LKW abgewickelt. Der Busbetrieb firmierte zunächst noch unter „Südharz-Eisenbahn“, dann als „Harzer Verkehrsbetrieb“ (HVB) und in den letzten Jahren als „Verkehrsbetriebe Bachstein“, Niederlassung Braunlage. Die Hauptverwaltung der Verkehrsbetriebe Bachstein mit Niederlassungen in Hornburg, Burgdorf, sowie im Fichtelgebirge in Hof und Selb verblieb noch weitere zwei Jahre in Braunlage und siedelte dann nach Burgdorf um. Damit endete auch der Busverkehr der SHE bzw. ihrer Folgeunternehmen in Braunlage und im Harz.

## Gegenwart und Relikte der Bahnanlagen

### Strecke Walkenried–Brunnenbachsmühle–Braunlage

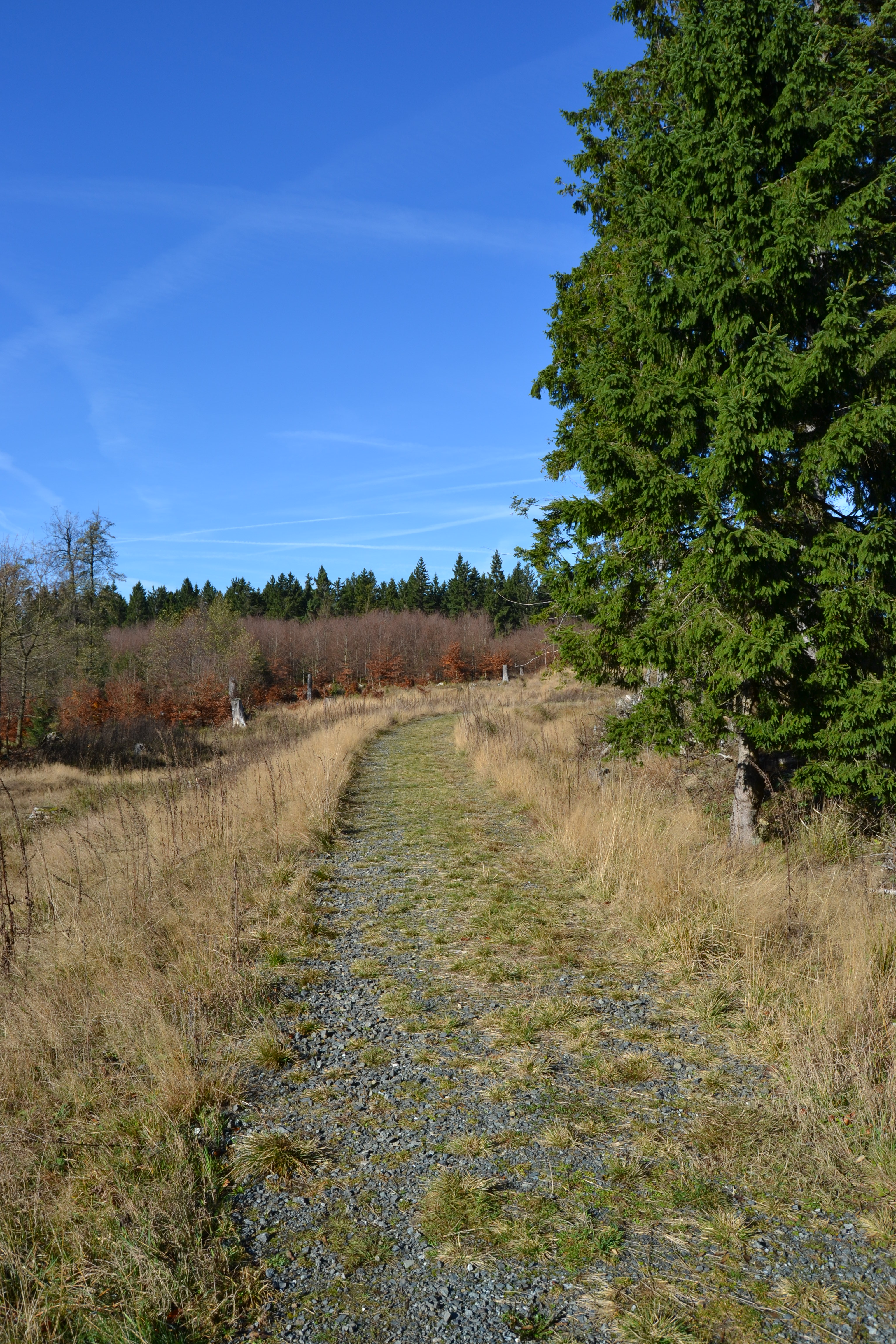
Zwischen Walkenried und Braunlage verläuft heute der Südharz-Eisenbahn-Radwanderweg auf der alten Bahntrasse

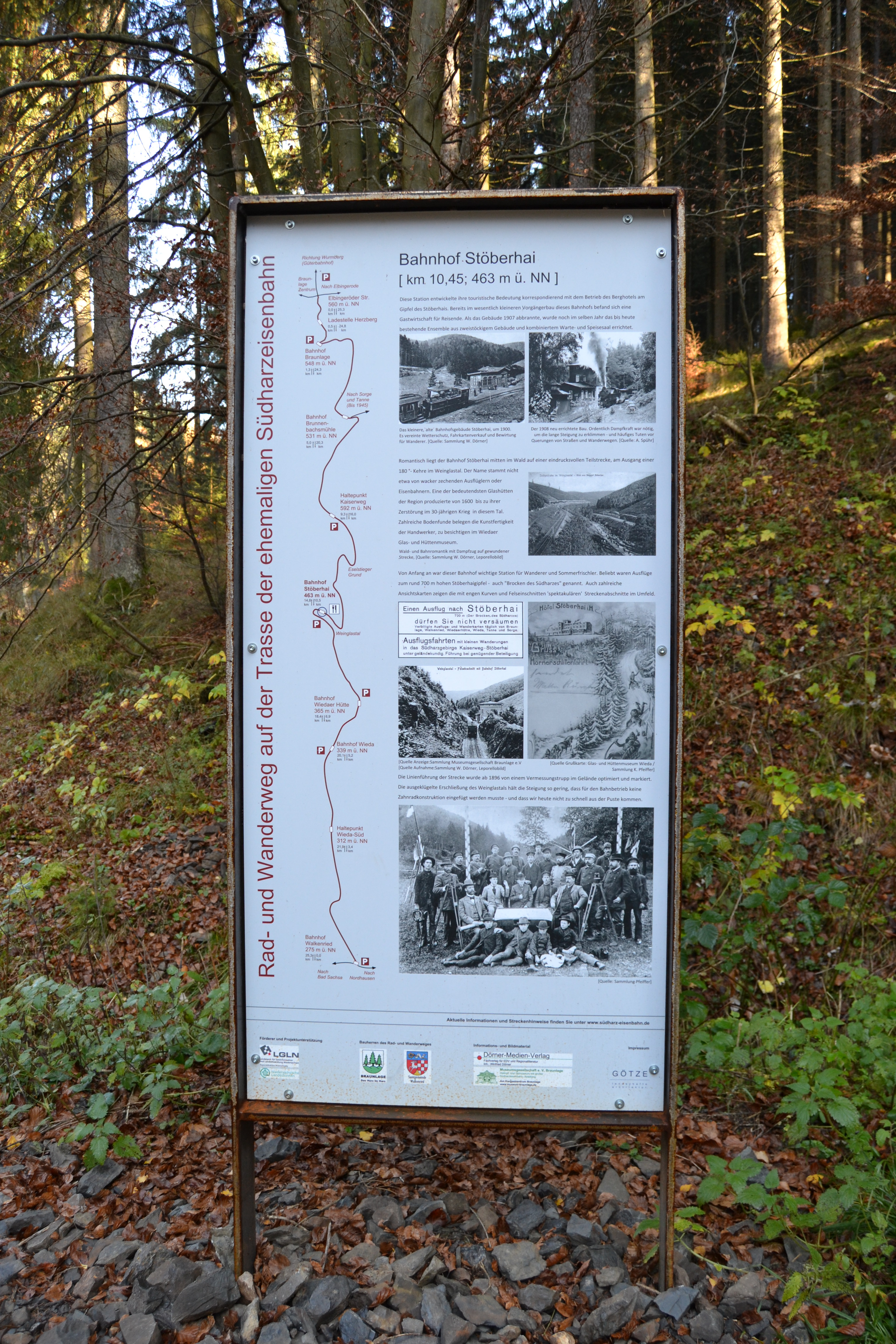
2013 wurden an insgesamt elf markanten Punkten des Radweges Informationsstelen aufgestellt, wie hier im Weinglastal.

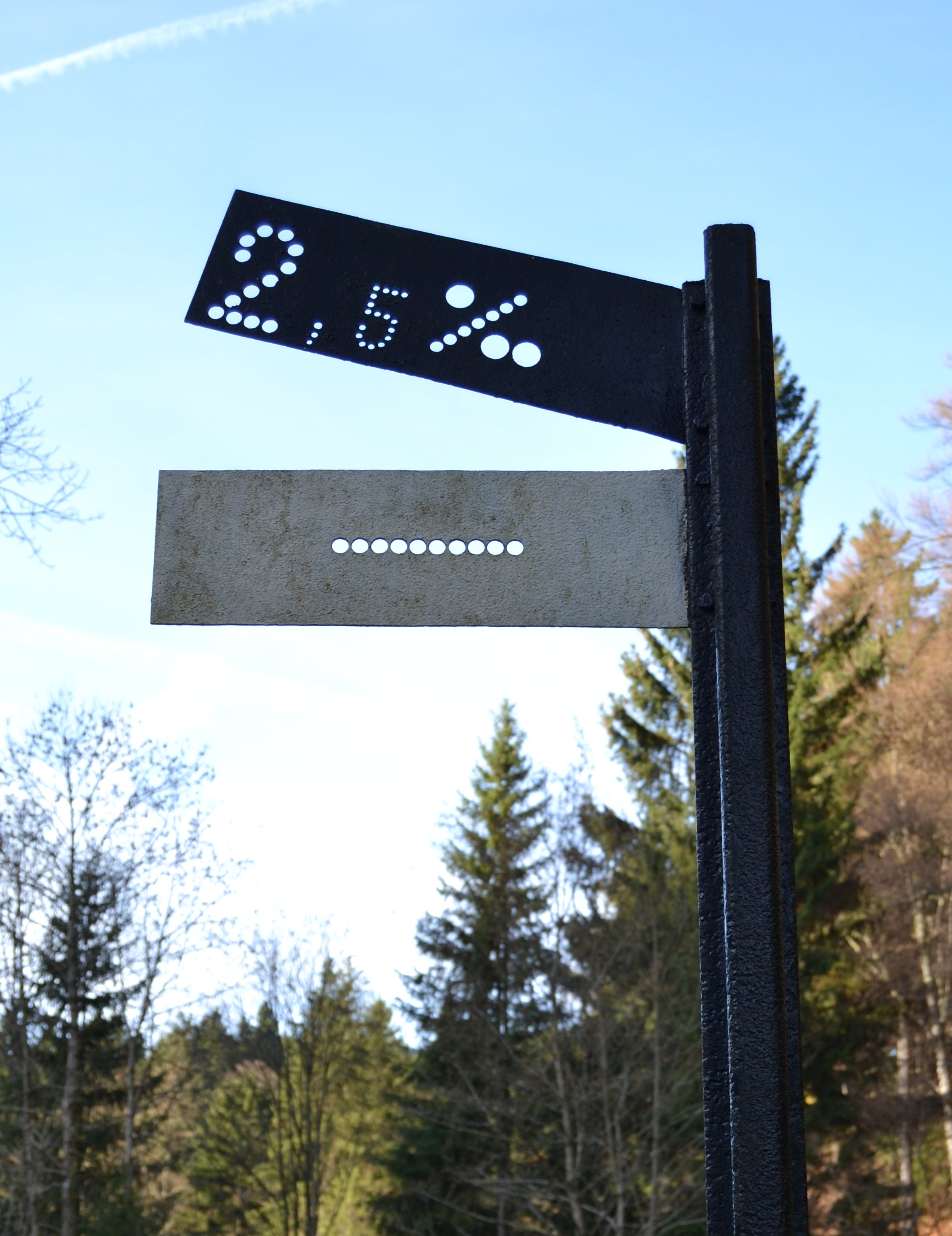
Restaurierter Neigungsanzeiger am Bahnhof Stöberhai

Fast die gesamte ehemalige Bahntrasse wurde von 2007 bis 2011 sukzessive zum Südharz-Eisenbahn-Radwanderweg ausgebaut, bzw. bereits in zurückliegenden Jahren zu Wander- und/oder Radwegen ausgebaute Teilstücke miteinander verknüpft. Lediglich in Wieda sind kleine Teilstücke überbaut und nicht passierbar. Bemerkenswert sind die erhaltenen Stützmauern entlang des Bohlweges sowie mehrere Originalbrücken der Trasse innerhalb des Ortes.
Ebenfalls in Wieda liegt der Sportplatz heute quer über der ehemaligen Trasse, im weiteren Verlauf befindet sich auch ein Grillplatz auf der Trasse. Auf dem Bahngelände um die Station Wiedaerhütte wurde nach Abriss des Empfangsgebäudes (1962) und anschließender Einstellung der SHE eine Werkhalle errichtet. Sie dient heute als Tennishalle – das Werksgelände wurde in einen kleinen Kurpark umgestaltet. Wenige Meter nördlich führt eine Stahlträgerbrücke über die Wieda. Sie trug einst das Anschlussgleis zu den östlich der Dorfstraße gelegenen Hüttengebäuden.
Entlang der Gesamtstrecke sind teilweise noch alte, meist unleserliche Kilometersteine zu finden.
An der Bahnstrecke Walkenried–Herzberg sind noch Reste des alten Schotterwerks zu finden, das die SHE zur Hebung des Güterverkehrs errichtet hatte.

#### Der Südharz-Eisenbahn-Radwanderweg
Die ehemalige Bahntrasse kann mit dem Fahrrad auf dem Südharz-Eisenbahn-Radwanderweg befahren werden. Er verläuft größtenteils auf der alten Bahntrasse und ist 24,24 Kilometer lang. Sie zeichnet sich eisenbahntypisch durch eine durchgehend moderate Steigung aus, lediglich im Abschnitt Wieda – Bahnhof Stöberhai ist eine Steigung von vier Prozent zu bewältigen.
Am 19. August 2011 wurde nahe dem Jugendwaldheim Brunnenbachsmühle der Abschluss des 2010 in einem zweiten Bauabschnitt begonnenen Ausbaus feierlich begangen. In diesem Bauabschnitt wurden vor allem kurze, bisher nicht freigelegte Bahntrassenabschnitte zwischen Kaiserweg und Braunlage befahrbar gemacht sowie Höhengleichheit zwischen den Radwegabschnitten und querenden Straßen hergestellt.
Einige wieder hergerichtete Streckenabschnitte gerade in Geländeeinschnitten sind allerdings dabei, wieder zuzuwachsen (Einschnitt vor Haltestelle Kaiserweg mit dem höchsten Punkt der Bahn und der tiefe Felseinschnitt am Eselstieger Grund). Teilweise hat man auch den originalen Bahndamm zugewachsen belassen, wenn daneben ein Weg mit erheblich ungünstigeren Neigungsverhältnissen verläuft. in Wieda ist der Radwanderweg an zwei Stellen (Wiese vor dem Forsthaus und kurz vor Beginn des Bohlweges) durch Privatgrundstücke unterbrochen.

### Strecke Braunlage–Wurmberg
Die ehemalige Strecke zum Güterbahnhof Wurmberg lässt sich fast auf voller Länge direkt auf dem ehemaligen Bahnkörper verfolgen. Nach Abbau der Gleisanlagen wurde die Trasse zum Wege- und Straßenbau genutzt. Lediglich im Bereich der Brockenwegschanzen wurde die Bahnstrecke mit Aushub des Schanzengeländes, der hier als Auslauf dient, überschüttet.
Etwa 500 Meter nachdem der Brockenweg die gleichnamigen Skisprungschanzen passiert, zweigt linkerhand ein Weg zu einer Lichtung ab. Hier befand sich der Güterbahnhof Wurmberg sowie das Schotterwerk des Steinbruchbetriebes. Erkennbar ist davon heute nichts mehr.
Etwas weiter oberhalb am Brockenweg sind an einer auffallenden Biegung des Weges rechterhand auf einem Damm Naturstein- und Betonfundamente zu entdecken. Der Damm gehört zu einem schienengebundenen Bremsberg, die Natursteinfundamente zur ersten, in den 1920er Jahren gebauten Lorenseilbahn und die Betonfundamente zu einer später modernisierten Materialseilbahn. Alle diese Transportbahnen dienten dem Transport von Granitsteinen vom Granitsteinbruch am Wurmberg zum Schotterwerk (auch „Knacker“ genannt) am Güterbahnhof. Der Steinbruch ist heute ein durch einen Zaun abgegrenztes Naturschutzgebiet, in dem unter anderem geschützte Vogelarten ihre Brutstätte haben.

### Strecke Brunnenbachsmühle–Tanne

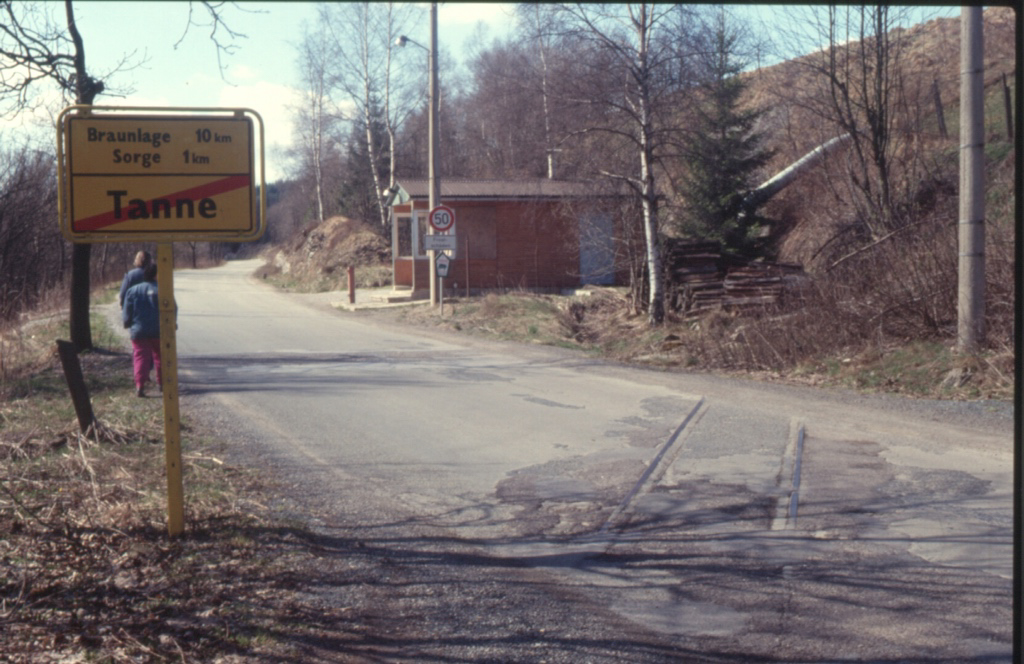
1991 befand sich am Ortsausgang Tanne noch ein Gleisrest der Schmalspurbahn in der Fahrbahn der B 242

In Richtung Sorge ist das Planum unbebaut erhalten und ist teilweise als Wanderweg begehbar. Die Steinbogenbrücke über die Warme Bode – einst Verlauf der innerdeutschen Grenze – ist samt Gleisrest erhalten geblieben. Die nachfolgenden beiden Brücken über die Straße Elend–Sorge bzw. die Strecke der NWE wurden 1958 abgebrochen. Lediglich ein Brückenwiderlager sowie ein Rest der Steinbogenbrücke ist an der jeweiligen Talflanke noch erhalten.
Das Empfangsgebäude des Bahnhofs Sorge der SHE wurde wegen Schwammbefall und im Zuge von Grenzsicherungsmaßnahmen abgerissen. Der einstige Standort ist noch immer neben den Gleisen der Harzquerbahn zu erkennen. Für die Harzquerbahn wurde ein neuer Haltepunkt in Ortsmitte errichtet. Die in diesem Bereich oberhalb der Harzquerbahn am Hang verlaufende Trasse der Südharz-Eisenbahn ist heute von Bäumen überwuchert.
An der B 242 in Richtung Braunlage fallen zwei Stützmauern aus Natursteinen am Talhang auf. Sie schufen den Raum für das 1913 angelegte Verbindungsgleis zwischen der Südharz-Eisenbahn und der Nordhausen-Wernigeroder-Eisenbahn, das hier den Hang emporstieg.
Zwischen Sorge und Tanne wurde die Bahnstrecke zu einem Radwanderweg ausgebaut. In der Ortslage Tanne kann die Bahntrasse auf einem Weg zunächst entlang der Warmen Bode und danach am nördlichen Hang bis zum Gelände des ehemaligen Bahnhofs Tanne verfolgt werden.

## Bemühungen Braunlages um einen Wiederanschluss an die Harzquerbahn
Schon seit Anfang der 1990er Jahre gibt es Bestrebungen, Braunlage wieder an das Meterspurnetz im Harz anzuschließen und somit durchgehende Verbindungen zum Brocken anbieten zu können. Deshalb ist die Kurbetriebsgesellschaft Braunlage auch Gesellschafter der Harzer Schmalspurbahnen. Die ursprünglich geplante Trassenführung hätte weitgehend der historischen zwischen Sorge und Braunlage entsprochen. Dagegen aber sprach vor allem die zweimalige höhengleiche Kreuzung der Bundesstraße 4.
Im Jahr 2009 standen nach einer Pressemeldung der Staatskanzlei von Niedersachsen vom 3. März 2009 Aufstockungsmittel des Konjunkturpaketes II zur Tourismusförderung zur Verfügung. Allerdings wurde nicht an einen Wiederaufbau der alten Strecke in Richtung Sorge nahe der Bundesstraße 242 gedacht, sondern an einen völligen Neubau nahe der Bundesstraße 27 von Braunlage nach Elend.
Das Projekt wies drei Trassierungsvarianten aus, von denen jene geradlinig südlich entlang der Bundesstraße 27 mit einem hohen Damm durch das geschützte Bremketal sowie mit Endbahnhof an den Tennisplätzen fernab der Kernstadt Braunlage die günstigste Variante war. Die landschaftlich weitaus reizvollere Variante entlang der Geländehöhenlinien verlief abseits der Bundesstraße 27 und sah einem Bahnhof direkt am Großparkplatz in Braunlage vor. Sie stellte die teuerste aber für Braunlage wohl touristisch wünschenswerteste Variante für Braunlage dar. Am Endpunkt Großparkplatz ist die gesamte touristische Infrastruktur bereits vorhanden und der Ausstieg erfolgt nur wenige hundert Meter vom Ortszentrum entfernt, das von hier steigungsfrei in wenigen Minuten zu erreichen ist. In der günstigsten Variante, die auf der Höhe des Hütteberges enden sollte, fehlten die kalkulatorisch nicht unerheblichen Kosten für anzulegende Zufahrten und Parkflächen, eine Bushaltestelle und einen mit dauerhaften Kosten zu betreibenden Busshuttle in das vergleichsweise ungünstig weit unterhalb am Fuße des Hütteberges gelegene Ortszentrum.
Trotz zunächst positiver Gutachten und zahlreicher Fürsprecher wurde das Vorhaben am 29. April 2010 jedoch aufgrund der erwarteten hohen Kosten zu den Akten gelegt.
2016 gab es einen Vorstoß für die Wiederaufnahme der Pläne. Auch 2019 ist das Thema weiterhin in der Diskussion. Zuletzt wurde das Thema im Jahr 2022 diskutiert. 2023 gab es Presseberichte über eine geplante Machbarkeitsstudie, die 2024 beauftragt wurde.